# 藤堂高衡
藤堂 高衡（とうどう たかひら）は、伊勢久居藩の第10代藩主。久居藩藤堂家10代。久居陣屋の主。

## 生涯
伊勢津藩家臣・藤堂高周の長男。宝暦14年（1764年）2月27日、津で生まれる。高周（東雲院）は一族の藤堂出雲家（藩祖藤堂高虎の弟・藤堂高清の子孫）の第7代当主であった。安永6年（1777年）に第9代藩主・高興が死去したため、その養子として家督を継いだ。安永7年（1778年）に桜田防火使を務め、天明元年（1781年）9月5日に従五位下・佐渡守に叙位・任官する。

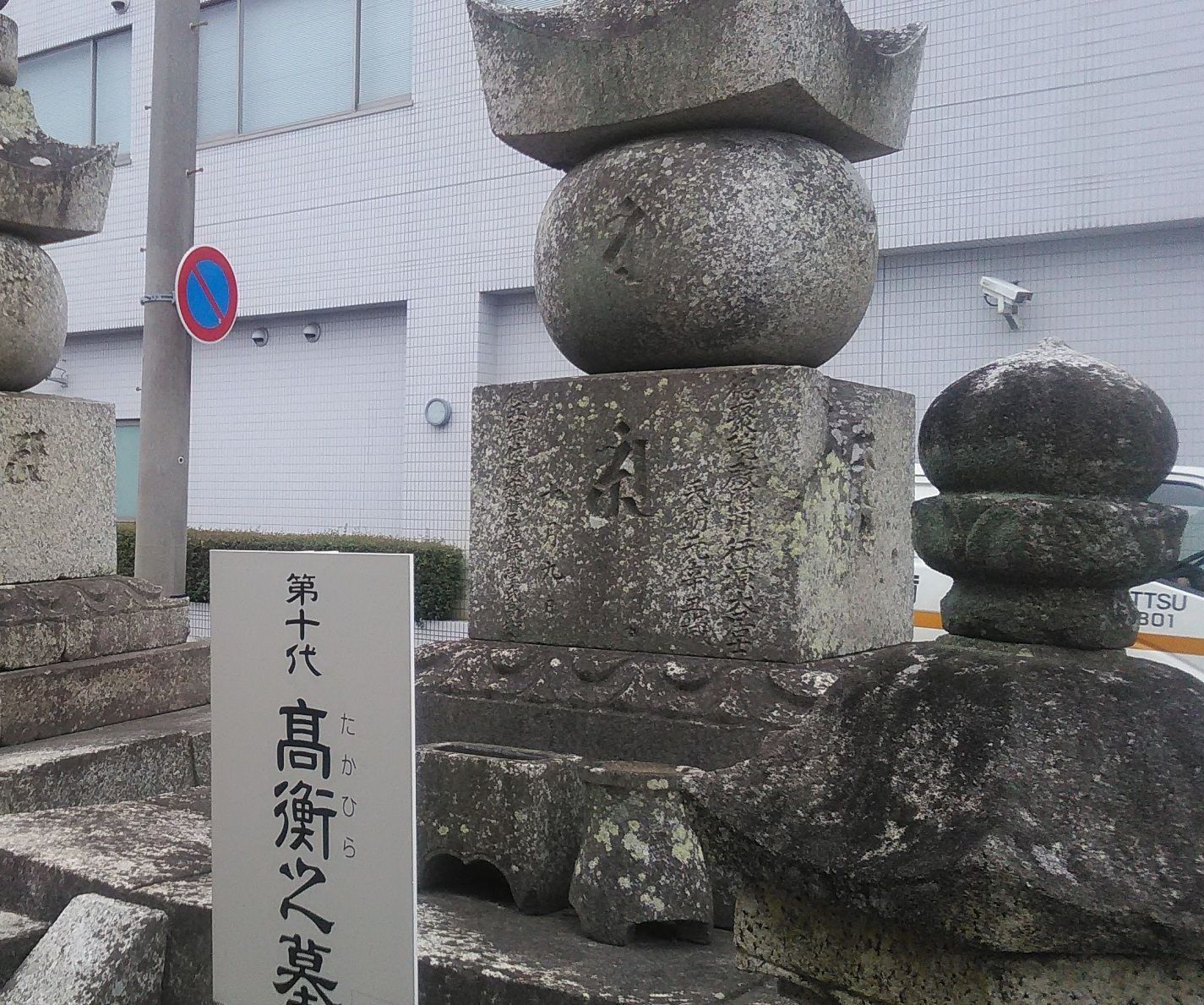
藤堂高衡の墓(津市寒松院)

直後に勅使接待役を幕府より命じられたが、病に倒れて10月9日に江戸で死去した。享年18。跡を実父・高周の養子となっていた高矗が継いだ。

## 系譜
父母
- 藤堂高周（実父）
- 藤堂高興（養父）

養子
- 藤堂高矗 − 藤堂高璞の子